# Aloe cooperi
Aloe cooperi és una espècie de planta angiosperma del gènere Àloe dins la família de les asfodelàcies.

## Descripció
Aloe cooperi és una planta suculenta que creix sense tija o amb una tija curta de 15 cm d'alçada que creix generalment solitària o en petits grups. Les fulles de 16 a 20 fulles triangulars, de quilla doblegada i en forma de V es disposen en dues files. De vegades es retorcen en espiral, formant rosetes amb l'edat. El limbe foliar fa de 60 a 80 centímetres de llarg i de 5 a 6 centímetres d'ample. La superfície superior de la fulla és verda, folrada indistintament i de vegades coberta amb algunes taques disperses prop de la base. Hi ha nombrosos punts blancs a la part inferior prop de la base. Té dents blanques fixes al marge estret, blanc i cartilaginós de la fulla fan d'1 a 2 mil·límetres de llarg i estan separades d'1 a 2 mil·límetres.
La inflorescència és simple i pot arribar a fer una llargada de 100 centímetres i més. Les inflorescències són bastant denses i àmpliament còniques fan fins a 20 centímetres de llarg i de 10 a 14 centímetres d'ample. Estan formats per unes 40 flors. Les bràctees llargues i punxegudes són ovalades i tenen una llargada de 20 a 32 mil·límetres. Les flors són de color rosa salmó i a la punta verda tenen peduncles de 40 a 45 mil·límetres de llarg. Les flors fan de 38 a 40 mil·límetres de llarg i estretes a la base. Al nivell de l'ovari tenen un diàmetre de 12 mil·límetres. Prop de la boca de la flor s'estreny a uns 9 mil·límetres. els seus tèpals exteriors no es fusionen gairebé fins a la base. Els estams i l'estil sobresurten lleugerament de la flor.
El nombre de cromosomes és {\displaystyle 2n=14}.

## Cultiu
Aloe cooperi és de fàcil cultiu i en zones humides roman perenne, per aquest motiu es cultiva com a planta ornamental per a jardins que no necessitin aigua a hivern.

## Distribució i hàbitat
Aquesta planta es pot trobar al llarg de les parts costaneres càlides del sud de KwaZulu-Natal i al nord fins a les regions muntanyoses més fredes de Mpumalanga, de Sud-àfrica, Eswatini, on creix a les praderies, i Moçambic.

## Taxonomia
Aloe cooperi va ser descrita per John Gilbert Baker i publicat a The Gardeners' Chronicle, new series, t.628, a l'any 1874.
Etimología
Vegeu: Aloe
cooperi: epítet atorgat en honor del recol·lector de plantes Thomas Cooper (1815-1913), qui va treballar per a William Wilson Saunders (1809-1879) a Sud-àfrica.
Varietats acceptades
- Aloe cooperi subsp. cooperi

Sinonímia
- Aloe schmidtiana Regel
- Aloe cooperi subsp. cooperi
- Aloe cooperi subsp. pulchra Glen & D.S.Hardy[6][2]